# ثيبو سكوتو
ثيبو سكوتو (بالفرنسية: Thibault Scotto)‏ (17 سبتمبر 1978 بتولون في فرنسا - ) هو لاعب كرة قدم فرنسي في مركز الدفاع. لعب مع نادي أميين ونادي إستر ونادي كان ونادي مارتيغ ونادي نيس.

## روابط خارجية
- ثيبو سكوتو على موقع قاعدة بيانات كرة القدم.إي يو (الإنجليزية)